# クリス・ケーヒル
クリス・ケーヒル（Chris Cahill, 1984年12月25日 - ）は、オーストラリア・シドニー出身のサッカー選手で、サモア代表のキャプテン。

## 経歴
2004年、ダルウィッチヒルSCで4試合出場。2006年よりオーストラリア・セントジョージ・セインツFCに所属。

## 家族
兄のティム・ケーヒルはメルボルン・シティFCに所属するサッカーオーストラリア代表選手。いとこにはラグビー選手のベン・ロバーツ、ジョー・スタンレー（元NZ代表）、ジェレミー・スタンレー（元NZ代表）がいる。

## 代表ゴール
| #  | 開催年月日    | 開催地         | 対戦国           | 勝敗 | 試合概要                    |
| -- | ------------- | -------------- | ---------------- | ---- | --------------------------- |
| 1. | 2007年8月27日 | サモア、アピア | アメリカ領サモア | ○7-0 | 2010 FIFAワールドカップ予選 |
| 2. | 2007年8月27日 | サモア、アピア | アメリカ領サモア | ○7-0 | 2010 FIFAワールドカップ予選 |